# Ekstrakt Quillaia
Ekstrakt Quillaia, ekstrakt z Quillaia, wyciąg (z) Quillaia (E999) – ekstrakt z kory mydłodrzewowatych (Quillaja), głównie z mydłodrzewu właściwego (Quillaja saponaria), stosowany jako substancja pianotwórcza i emulgująca. 
W swoim składzie zawiera, obok monosacharydów, saponiny triterpenowe. Został dopuszczony do stosowania w produkcji aromatyzowanych napojów bezalkoholowych i niskoalkoholowych napojów jabłkowych typu cydr, w ilości 200 mg/l (w przeliczeniu na ekstrakt bezwodny).